# Леб'яже (Тавдинський міський округ)
Леб'я́же (рос. Лебяжье) — селище у складі Тавдинського міського округу Свердловської області.
Населення — 7 осіб (2010, 11 у 2002).
Національний склад населення станом на 2002 рік: росіяни — 100 %.